# Nordebert (évêque d'Auvergne)
Nordebert, en latin Nordebertus, était un religieux du haut Moyen Âge qui fut évêque de Clermont au VIIIe siècle.

## Biographie
Parent du comte de Paris, Nordebert était un homme de haute lignée réputé pour ses qualités. Il fut désigné par Saint Bonnet pour lui succéder. Le peuple et le clergé auraient envoyé une députation au prince pour appuyer la demande. Il a été ordonné en 699. En 713, il demanda à Godin, l'évêque de Lyon, qu'il rende le corps de Saint Bonnet. Il essuya un refus.